# Fatukuak
Fatukuak ist ein Ortsteil des osttimoresischen Ortes Balibo im Suco Balibo Vila (Verwaltungsamt Balibo, Gemeinde Bobonaro). Er liegt in einer Meereshöhe von 546 m.
Fatukuak befindet sich in der Aldeia Balibo Vila, südöstlich des Ortszentrums von Balibo, an der Straße nach Leohito. Auf den beiden Seiten der Straße befinden sich Sendeantennen der Telemor und der Telkomcel.